# Pawłowskij Posad
Pawłowskij Posad (ros. Павловский Посад) – miasto w Rosji, w obwodzie moskiewskim, nad rzeką Klaźmą.

## Historia
Znane od 1328 r., prawa miejskie otrzymał w 1844 r. Liczba mieszkańców w 2021 roku wynosiła ok. 62 tys.
Miejsce urodzenia Wiaczesława Tichonowa – aktora rosyjskiego, znanego z roli Standartenführera Stirlitza.

## Gospodarka
Miasto znane jest z produkcji chust. W mieście rozwinął się przemysł włókienniczy oraz meblarski. Znajduje tu się stacja kolejowa Pawłowskij Posad, położona na nowym szlaku Kolei Transsyberyjskiej.

## Galeria

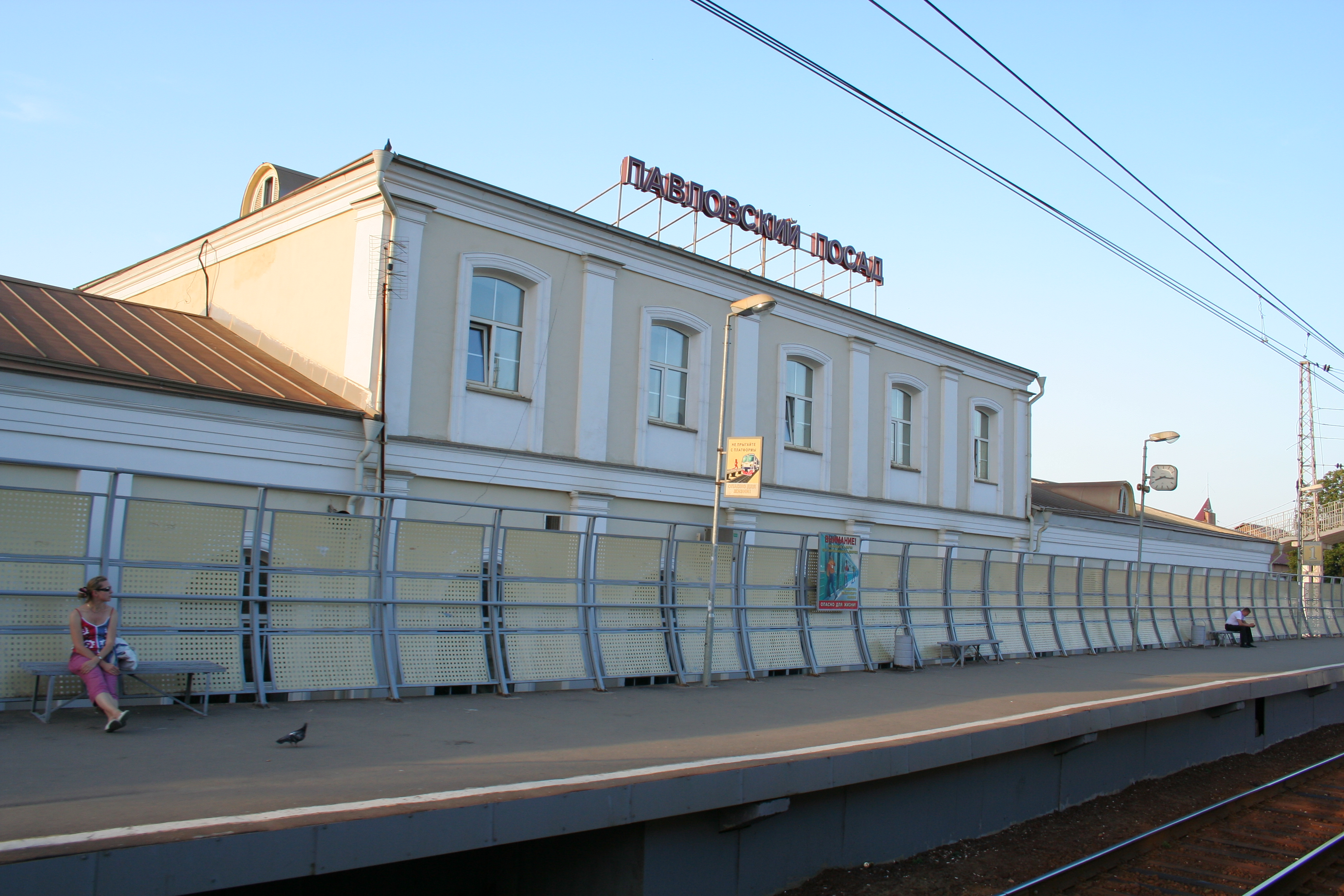
Stacja kolejowa
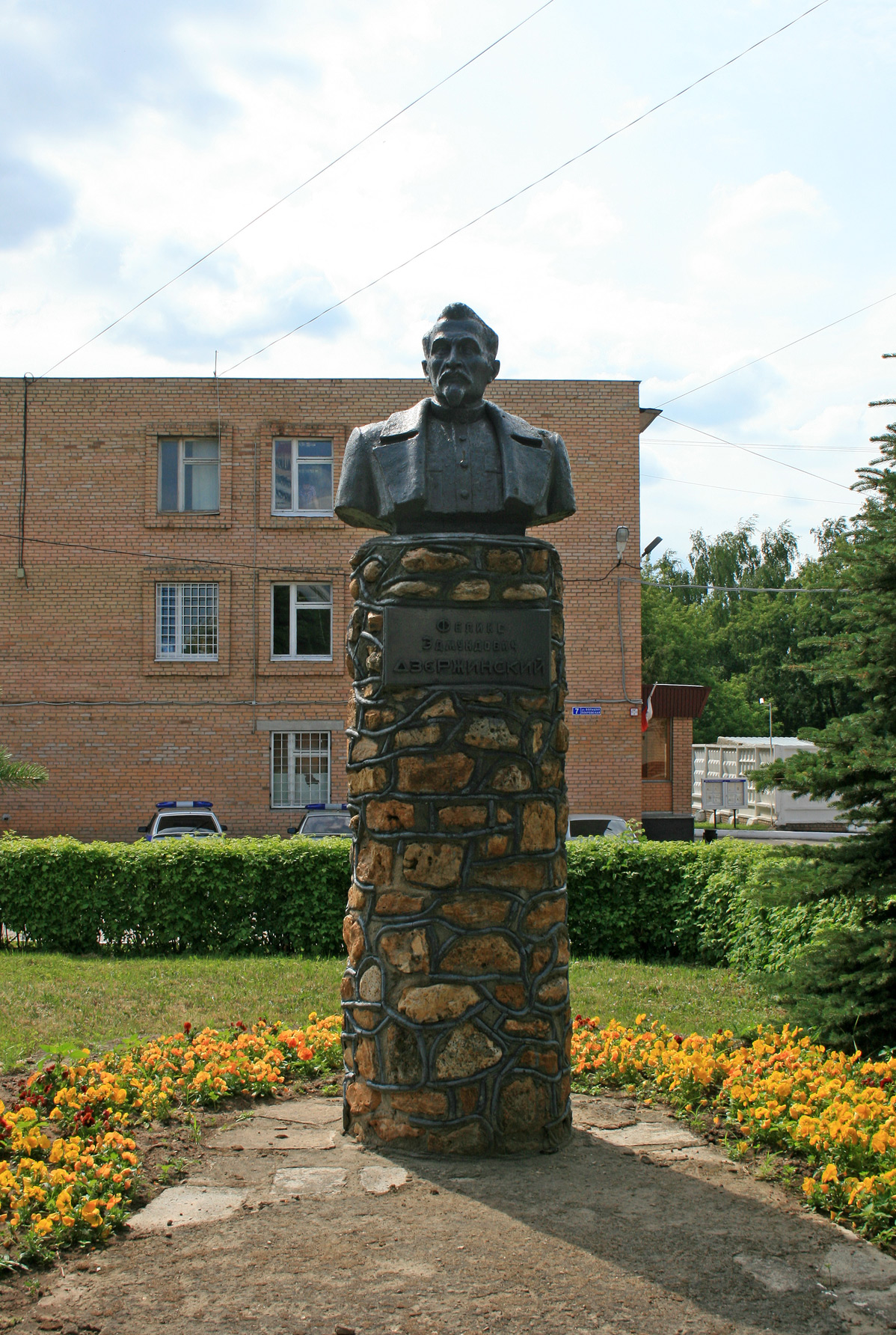
Pomnik G. Kurina
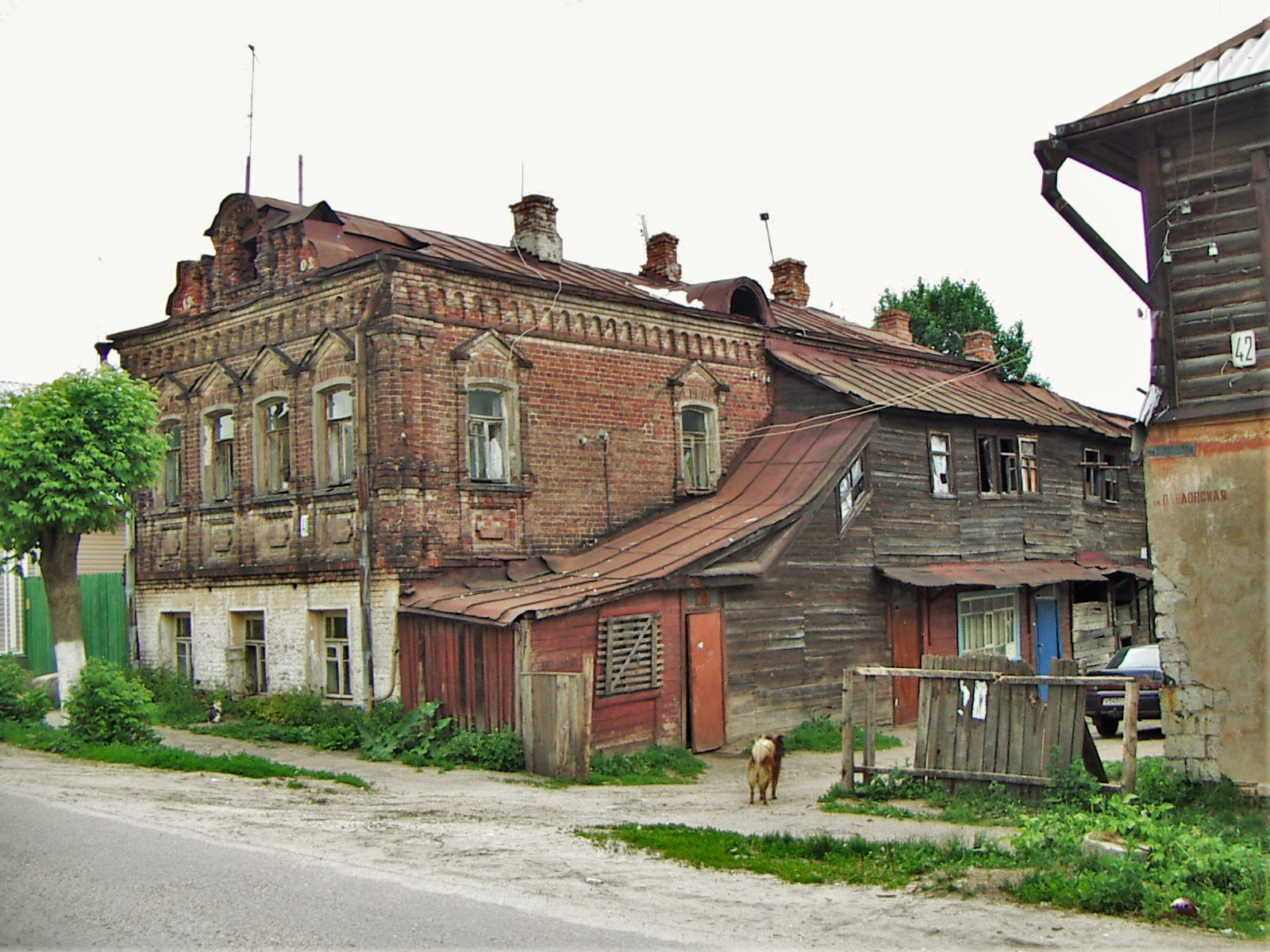
Stary drewniany dom